# Barczatka osiczanka
Barczatka osiczanka  (Phyllodesma tremulifolium lub Phyllodesma tremulifolia) – motyl z rodziny barczatkowatych. Gatunek w Polsce umiarkowanie zagrożony, narażony na wyginięcie.

## Wygląd
Ciało owłosione, masywne o ubarwieniu rdzawobrunatnym, z mało widocznym deseniem na tułowiu. Rozpiętość skrzydeł 30–40 mm. Zarys skrzydeł przednich trójkątny, tylnych – owalny. Skrzydła rdzawobrunatne. Przepaski wyraźne, utworzone z krótkich ciemnobrunatnych kreskowatych plamek. Ciemna plamka na żyłce poprzecznej bardzo drobna. Zewnętrzny brzeg obu par skrzydeł wyraźnie zębaty, strzępina biaława z ciemnymi plamkami na przedłużeniu żyłek. Zauważalny dymorfizm płciowy, samce mają czułki grzebykowate, kolisto odwinięte na zewnątrz, samice nitkowate rozchylone z końcówkami ułożonymi równolegle do tułowia. Ponadto samce charakteryzują się większymi wyrostkami na czułkach. Odwłok samca lekko wydłużony zakończony w kształcie rybiego ogona, odwłok samicy grubszy parabolicznie zakończony. Osobniki dorosłe żyją krótko. Gąsienice o skromnym ubarwieniu owłosione gęstymi kępkami długich, białych i stojących włosów.
Okres lotu
Motyl pojawia się wiosną, lata od końca kwietnia do początku czerwca, głównie na skrajach lasów liściastych oraz w sadach.
Rozród
Poczwarka przeobraża się w imago pod koniec kwietnia.
Biotop
Gatunek preferujący zbiorowiska, bogate w drzewa stanowiące pokarm gąsienicy: sady, parki, skraje lasów liściastych i mieszanych.

## Zasięg występowania
Gatunek rozmieszczony w całej Europie z wyjątkiem krajów skandynawskich, Anglii. W Polsce występuje na południowym i środkowym obszarze kraju.

## Rośliny żywicielskie
podstawowe
Gąsienice żerują na: topoli, dębie, brzozie, jesionie, drzewach owocowych.

## Ochrona
Gatunek zagrożony wyginięciem, ujęty na Czerwonej Liście Zwierząt Ginących i Zagrożonych w Polsce.

## Zagrożenia
Zagrożenie dla tego gatunku stanowi chemiczne zwalczanie szkodników na przylegających polach uprawnych, jak również wiosenne wypalanie traw na nieużytkach.